# Торбенко Юлія Ліодорівна
Торбенко Юлія Ліодорівна (нар. 12 січня 1984, Біла Церква) — фельдшер-рятувальник відділення загону спеціального призначення Головного управління ДСНС України у Київській області, прапорщик служби цивільного захисту.
Працювала у складі єдиної бригади швидкої медичної допомоги, яка надавала невідкладну медичну допомогу безпосередньо в місці виникнення пожежі на нафтобазі у Васильківському районі. Після надання допомоги, вивозила потерпілих на безпечну дистанцію, де передавала працівникам швидкої медичної допомоги. Масштабна техногенна катастрофа, спричинена вибухом і наступним займанням нафтопродуктів на нафтобазі біля села Крячки Київської області, що почалася 8 червня 2015 року і тривала 8 днів. Завдяки своєчасним та кваліфікованим діям врятувала не одне життя. Під час вибуху, який стався 9 червня о 8.00, залишилась без автомобіля швидкої допомоги але ризикуючи своїм життям самотужки вивела з місця надзвичайної ситуації потерпілого з площею 45% опіків.
Разом з Віталієм Рубаном нагороджена орденом «За мужність» ІІІ ступеня відповідно до Указу Президента України № 18/2016.